# Cuevas de San Marcos
Cuevas de San Marcos – gmina w Hiszpanii, w prowincji Malaga, w Andaluzji, o powierzchni 36,96 km². W 2011 roku gmina liczyła 4043 mieszkańców.